# Шестиголосна дума
Шестигласна дума — виконавчий («розпорядчий») орган міського самоврядування в Російській імперії, побудований на становому принципі. Введена Жалуваною грамотою в 1785, і проіснувала до реформ 1870 (у Санкт-Петербурзі - до 1846, в Москві - до 1862). 
Складалася з міського голови та шести голосних, по одному від кожного з шести «розрядів» міського населення (відповідно до рубрик містової обивательської книги):
1. домовласники або справжні міські обивателі («Справжні міські обивателі суть ті, котрі в цьому місті будинок чи іншу будову чи місце чи землю мають»).
2. купці всіх трьох гільдій
3. ремісники, записані в цехи
4. іншогородці й іноземці
5. відомі громадяни
6. посадські люди (робітники)

Обиралася три роки на засіданні загальної міської думи (виборчих зборів).
До функцій шестиголосної думи входили спостереження за громадським порядком у торгових місцях, будівництво та підтримання міських будівель і площ, збирання та розподіл міських коштів, врегулювання конфліктів між жителями. Шестигласна дума не мала адміністративної чи поліцейської влади і, тим самим, сильно залежала від урядової адміністрації міста (за губернатора була спеціальна «у міських справах присутність»).
Як загальна, і шестиголосна думи були підпорядковані губернатору; дворяни мали власне дворянське збори — це сильно знижувало ефективність управління. Станові думи поступово замінили усестанові (остаточно 1870).